# Birte Vilke
Birte Vilke (engl. Birthe Wilke) (rođena 19. marta 1936) je popularna danska pevačica. Odrasla je u muzičkoj porodici u oblasti Vesterbro u Kopenhagenu.
Nakon kvalifikacija na Dansk Melodi Grand Prix kako bi predstavila Dansku na Evroviziji, učestvovala je na Evroviziji 1957. godine gde je pevala "Skibet Skal Sejle I Nat" (Brod odlazi večeras) sa Gustavom Wincklerom. Na kraju glasanja zauzeli su treće mesto od 10 pjesama sa 10 bodova. Na kraju pjesme ona i Winckler su se poljubili. Poljubac je trajao013 sekundi, jer je režija zaboravila dati znak za kraj poljupca. Ovo je bio najduži poljubac na Pesmi Evrovizije ikad. Takođe je učestvovala na Pesmi Evrovizije 1959. godine gde je pevala "Uh-Jeg Ville Ønske Jeg Var Dig ’’. Tu je osvojila 5. mjesto od 11 pjesama sa 12 bodova. 
Krajem 1950-ih obišla je Poljsku, Zapadnu Njemačku i Sjedinjene Države.
Godine 1961. glumila je pevačicu u noćnom klubu u danskom filmu "Reptilicus". Pevala je pesmu "Tivoli Nights".
Iste godine osvojila je nagradu za najbolju pevačicu na prvom međunarodnom festivalu pesama u Gdanjsku. Godine 1966. povukla se iz javnog života, ali se 1973. vratila kratkoročno.
Pored uspeha u pjevanju, učestvovala je na radiju, televiziji, reklamnom i komercijalnom filmu.

## Refernece
1. ↑  „Sopot Festival”. Архивирано из оригинала 02. 02. 2015. г. Приступљено 11. 01. 2019.

## Literatura
- Laursen, Carsten Michael ''Top-Pop: Navne i dansk pop 1950–2000"' ("Top-Pop: Names in Danish Pop 1950–2000"). L&R Fakta. 1999.  978-87-614-0086-4..